# 提洛岛
提洛岛（羅馬化：Dílos），是爱琴海上的岛屿，位于基克拉泽斯群岛的中心地带。面积3.4平方公里，2011年人口数量为24人。行政上该岛属于希腊南爱琴大区米科诺斯专区米科诺斯市镇。
在希腊神话中，它是女神勒托的居住地，在这里她生育了阿波罗和阿爾忒彌斯。因此长久以来，虽然自然资源匮乏，不利于居住，提洛岛还是作为宗教圣地在爱琴海历史上扮演着重要角色，由于岛上丰富的考古资源，1990年联合国教科文组织授以世界文化遗产。

## 歷史
早在公元前3000年，提洛岛上便有人居住，作為基克拉澤斯文化的發祥地，提洛岛到西元前十到九世紀曾是愛琴海上最重要的宗教、政治和商業中心，公元前7世紀，以雅典為首的希臘城邦為抗擊波斯大軍而在此結成了提洛同盟，將各城邦提撥的資金存放於此，公元前166年，羅馬承認了提洛島的自由港地位後，它的發展達到鼎盛時期，島上則建有狄俄尼索斯、波塞冬、赫拉、以西斯等希臘諸神的神廟。 然而公元前88年和公元前69年的爆發的兩次米特里達梯戰爭中，該島遭到巨大的衝擊和人口流失導致逐漸沒落。
儘管如此，提洛島在羅馬帝國統治的早期依然居住幾戶人口，同時在地曾在西元1世紀至6世紀之間曾建造如羅馬浴場、住宅、教堂、大教堂和修道院，但最終在公元 8 世紀左右，提洛岛上便不再有人居住。
1873年，考古學家在提洛島發現古城、阿波羅神廟、金鎖斯山神廟、劇場區、以及聖湖區的遺址，大至勘查出了古城當年的輪廓，1990年根據文化遺產遴選依據標準，提洛島被聯合國教科文組織世界遺產委員會批准作為文化遺產列入《世界遺產名錄》，原因如以下 ：
1. 提洛島對於古希臘和古羅馬時期的建築藝術的發展產生重大的影響，其中在遺址發掘過程中發現了大量的傑作，也促進我們對古希臘藝術的瞭解方面發揮了重要的作用，同時見證了古希臘文明的興衰發展。（文化遺產標準二）[6][6]

## 人口
2011年的希臘人口調查顯示島上有24名常住人口。

## 圖庫

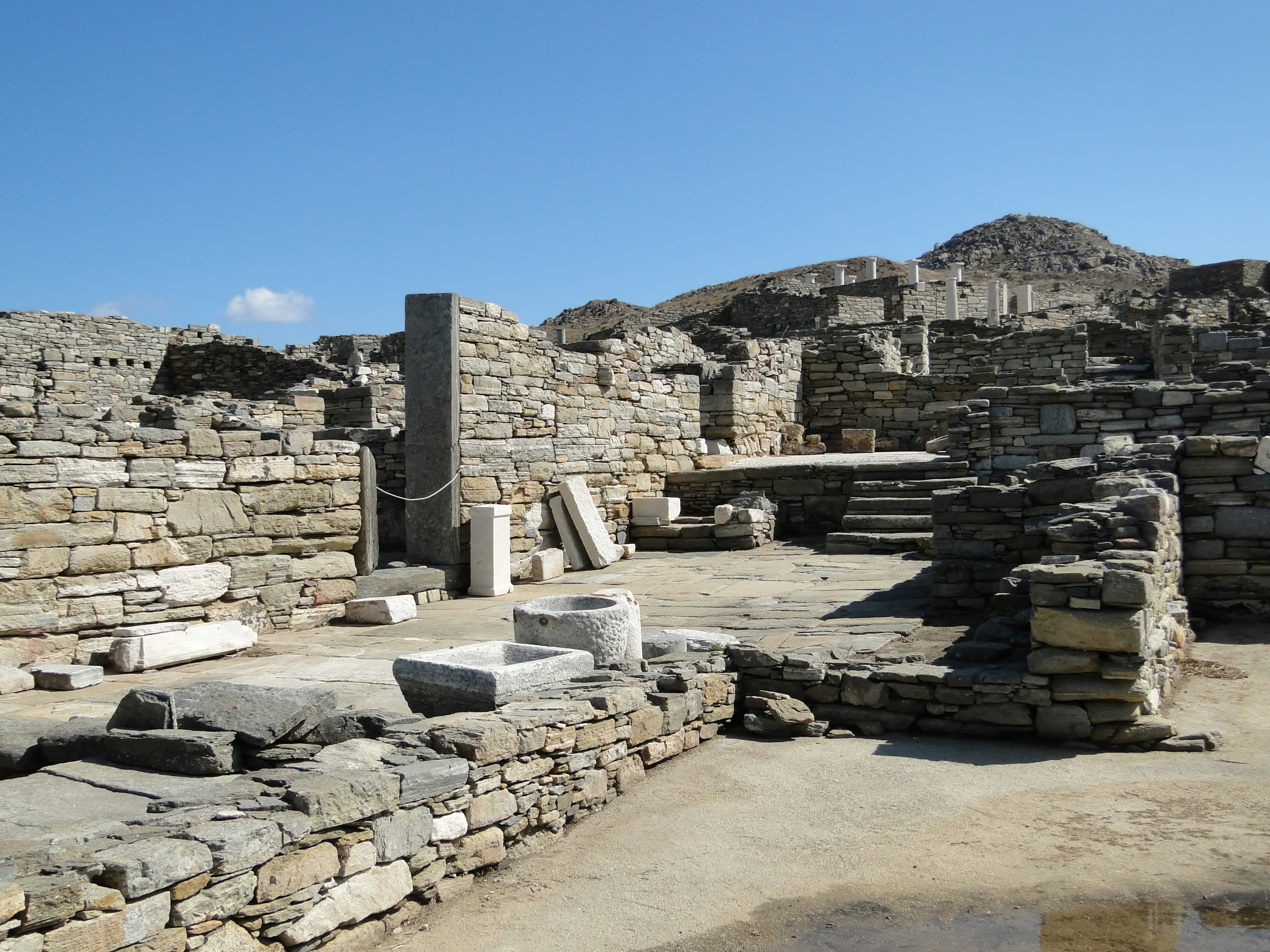
提洛斯劇場的遺跡
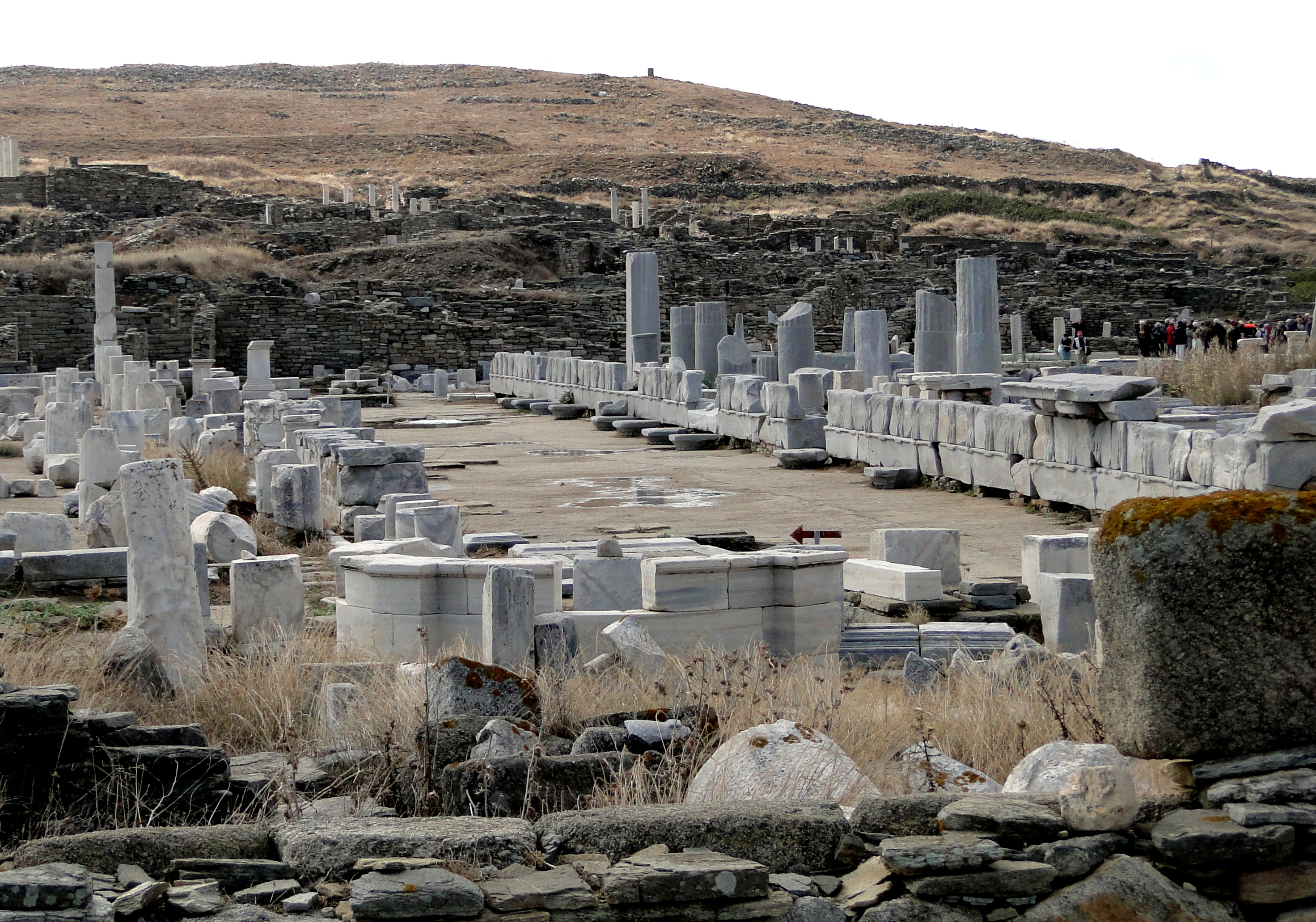
聖道
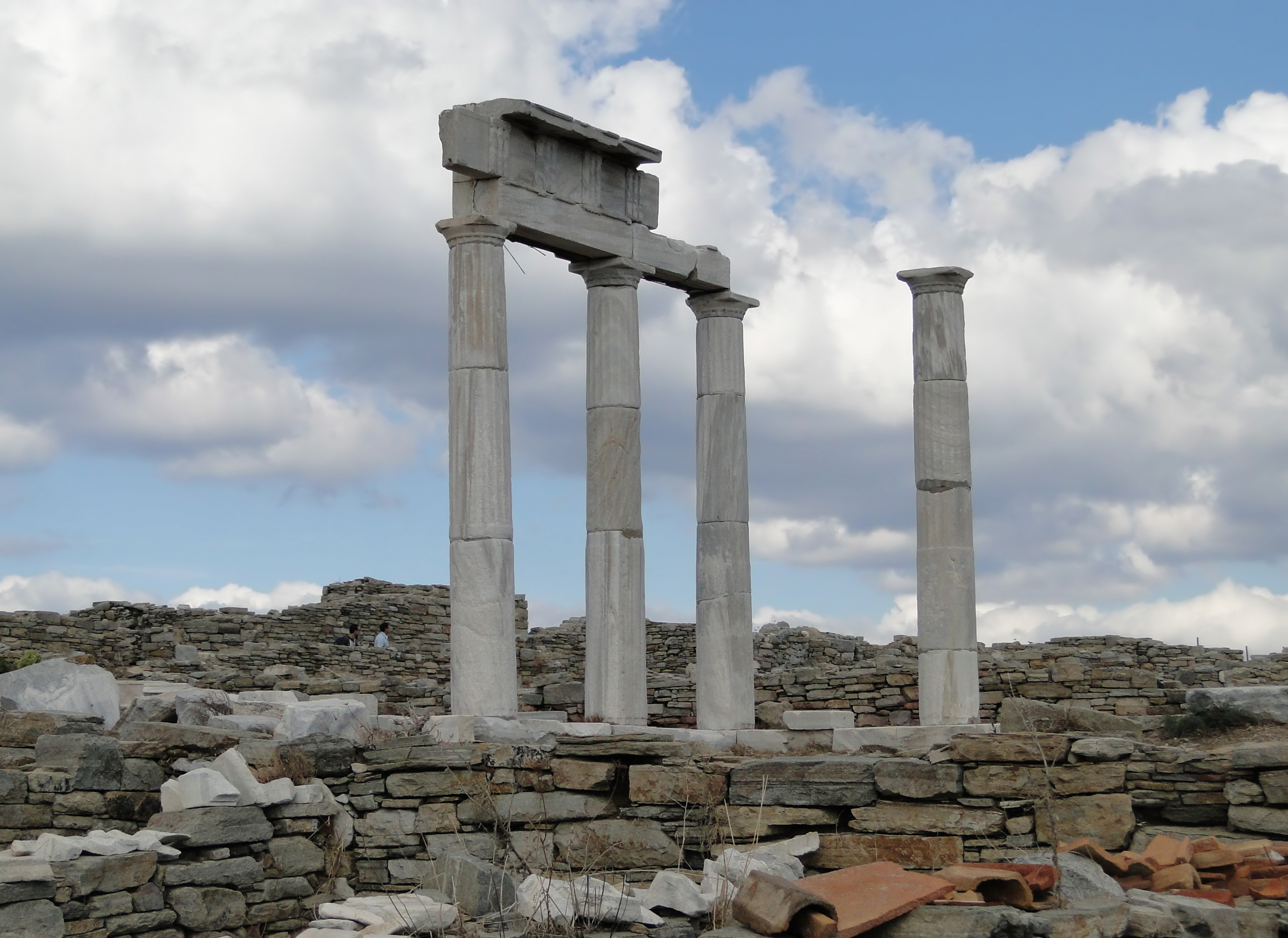
提洛島的波塞冬神廟遺跡
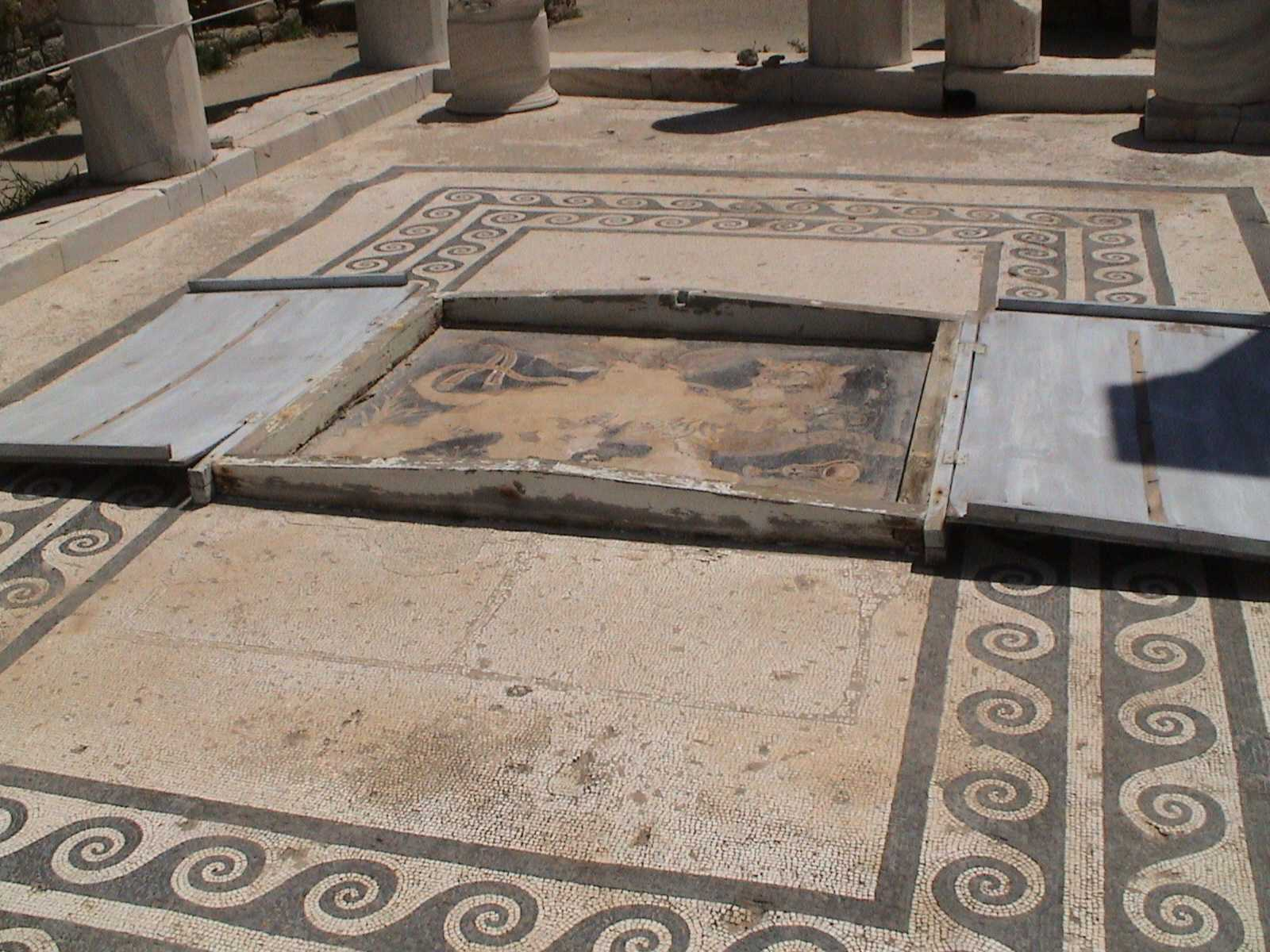
提洛島上一所房子的馬賽克地板
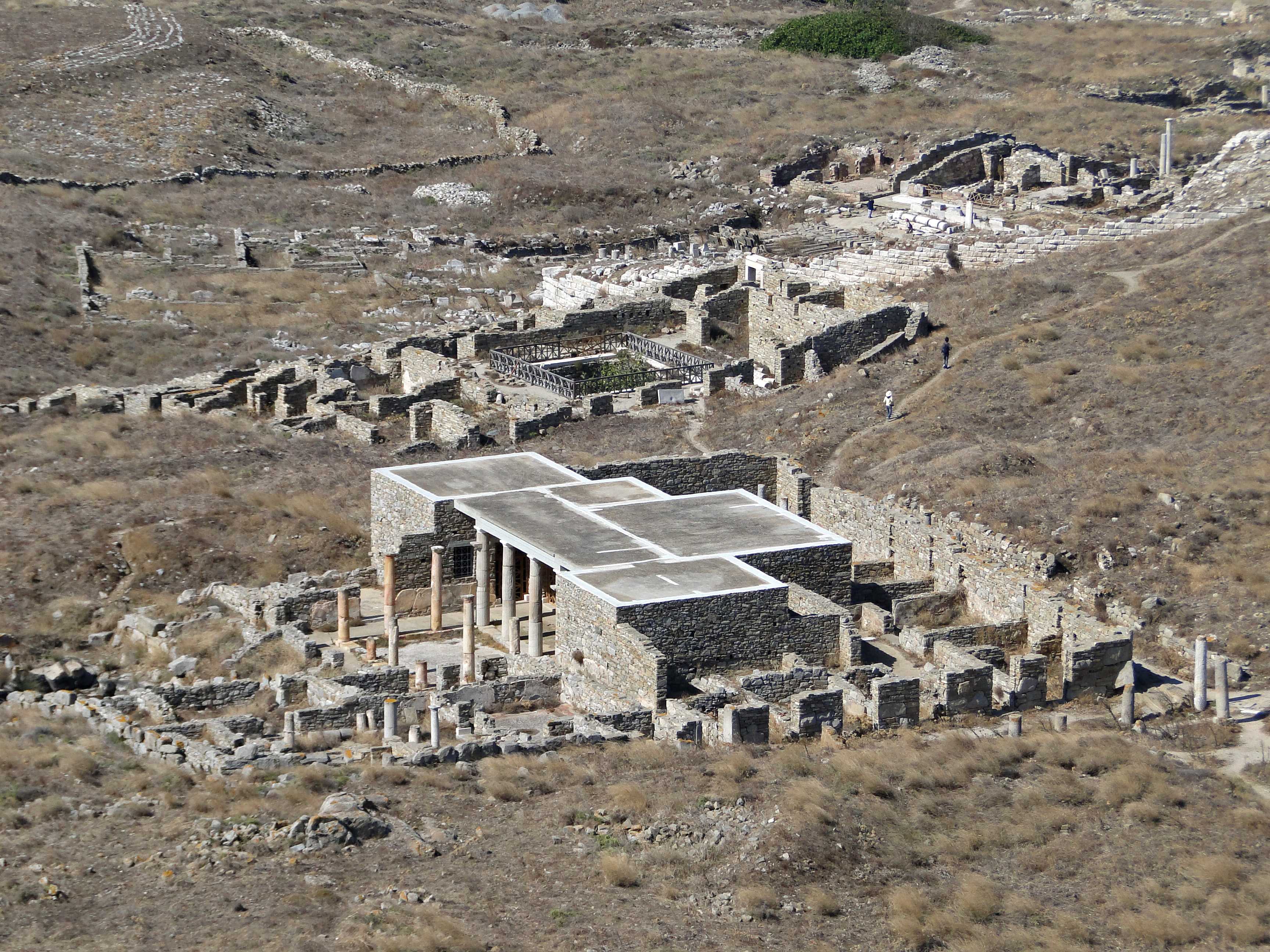
面具之屋
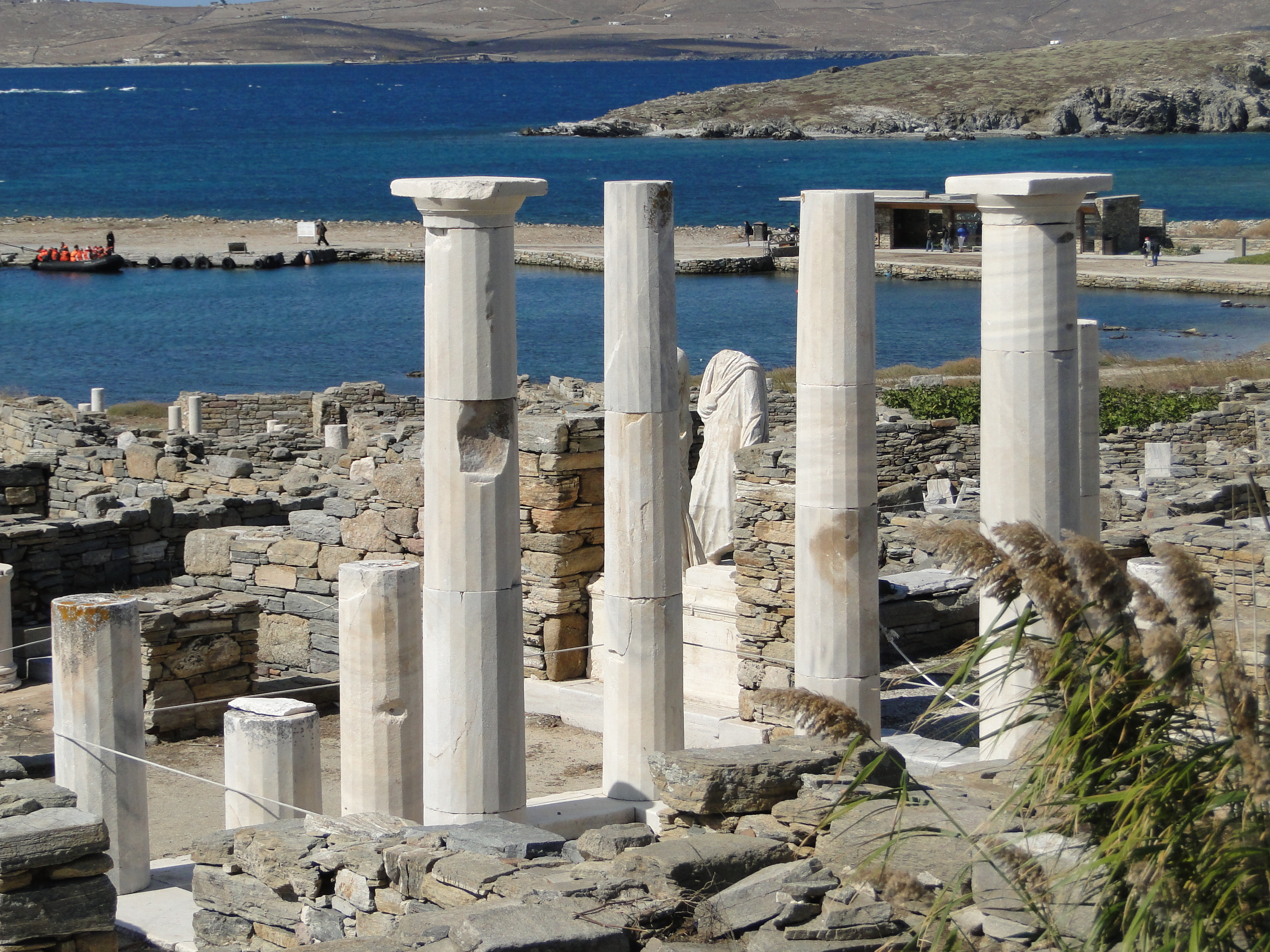
克利奥帕特拉之家
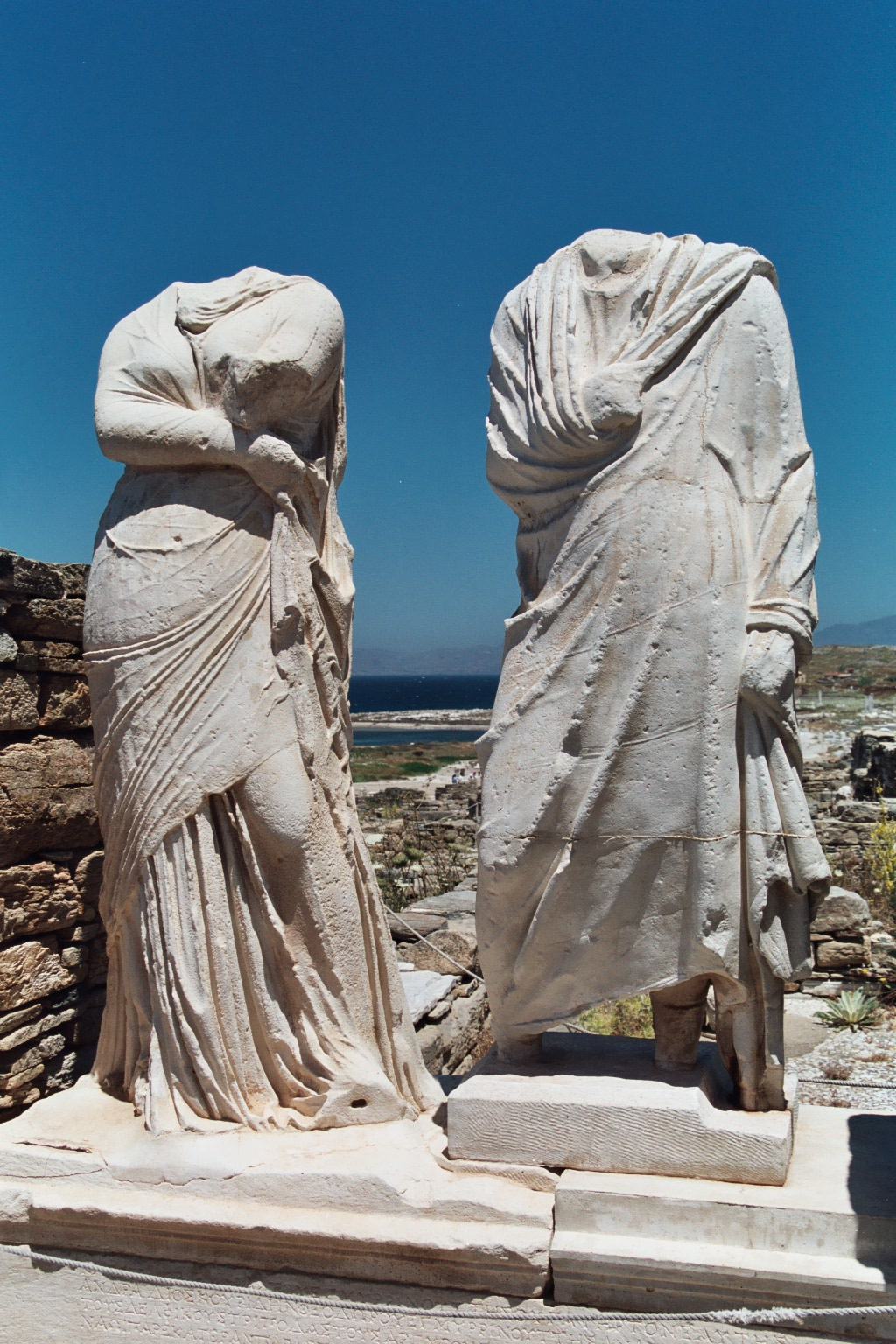
克麗奧佩脫拉宮的雕像
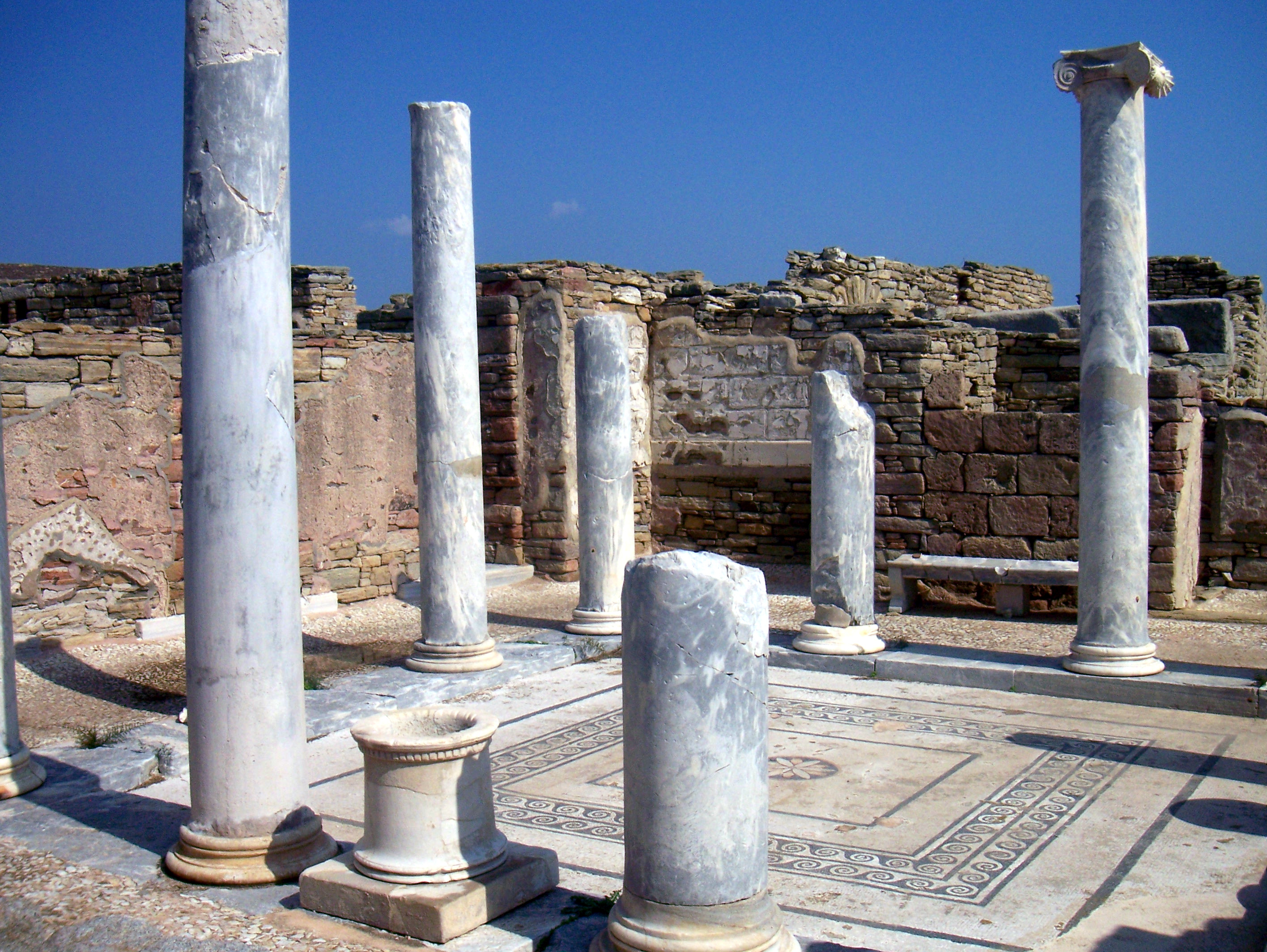
湖之屋
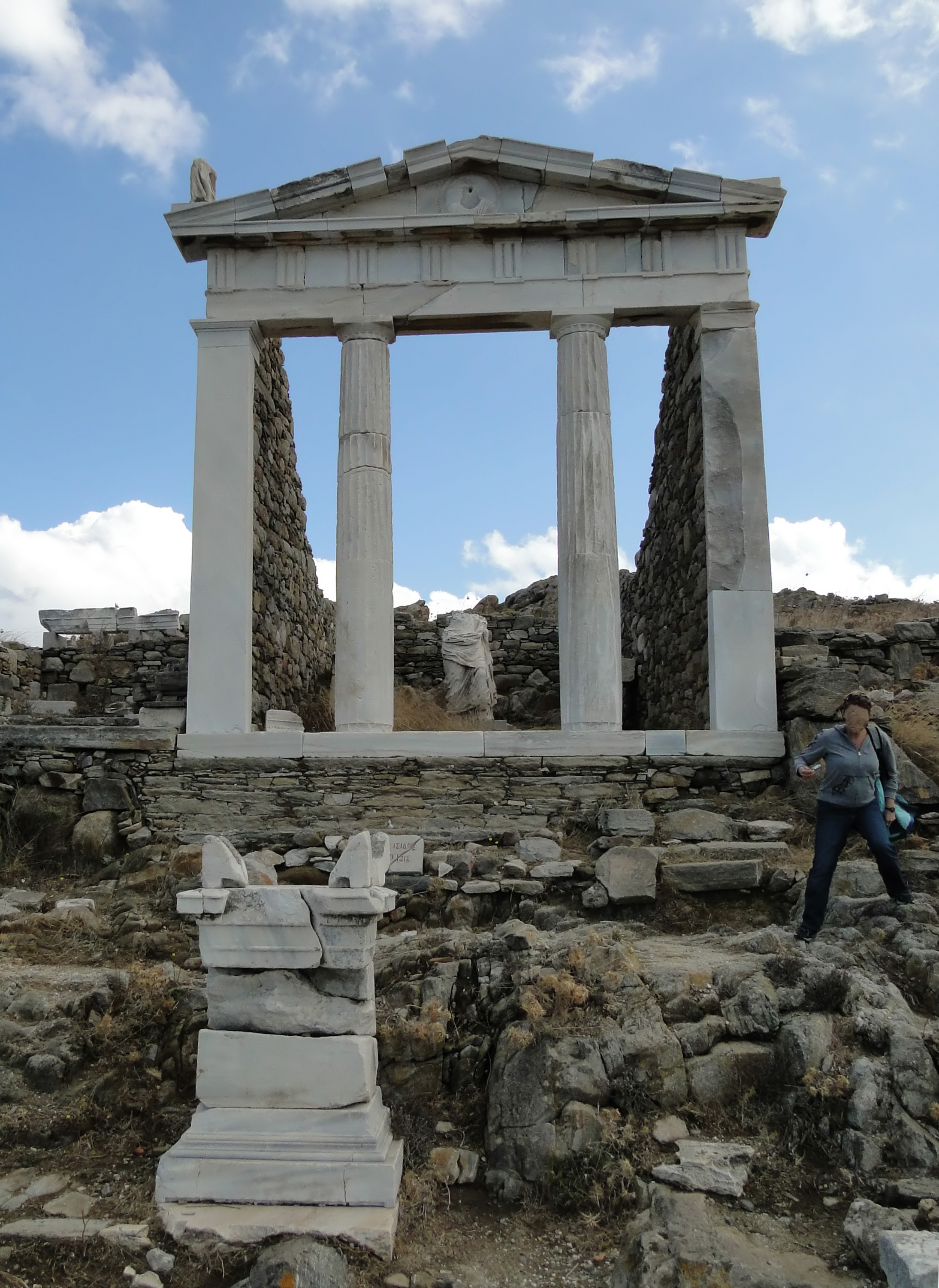
伊西斯神廟
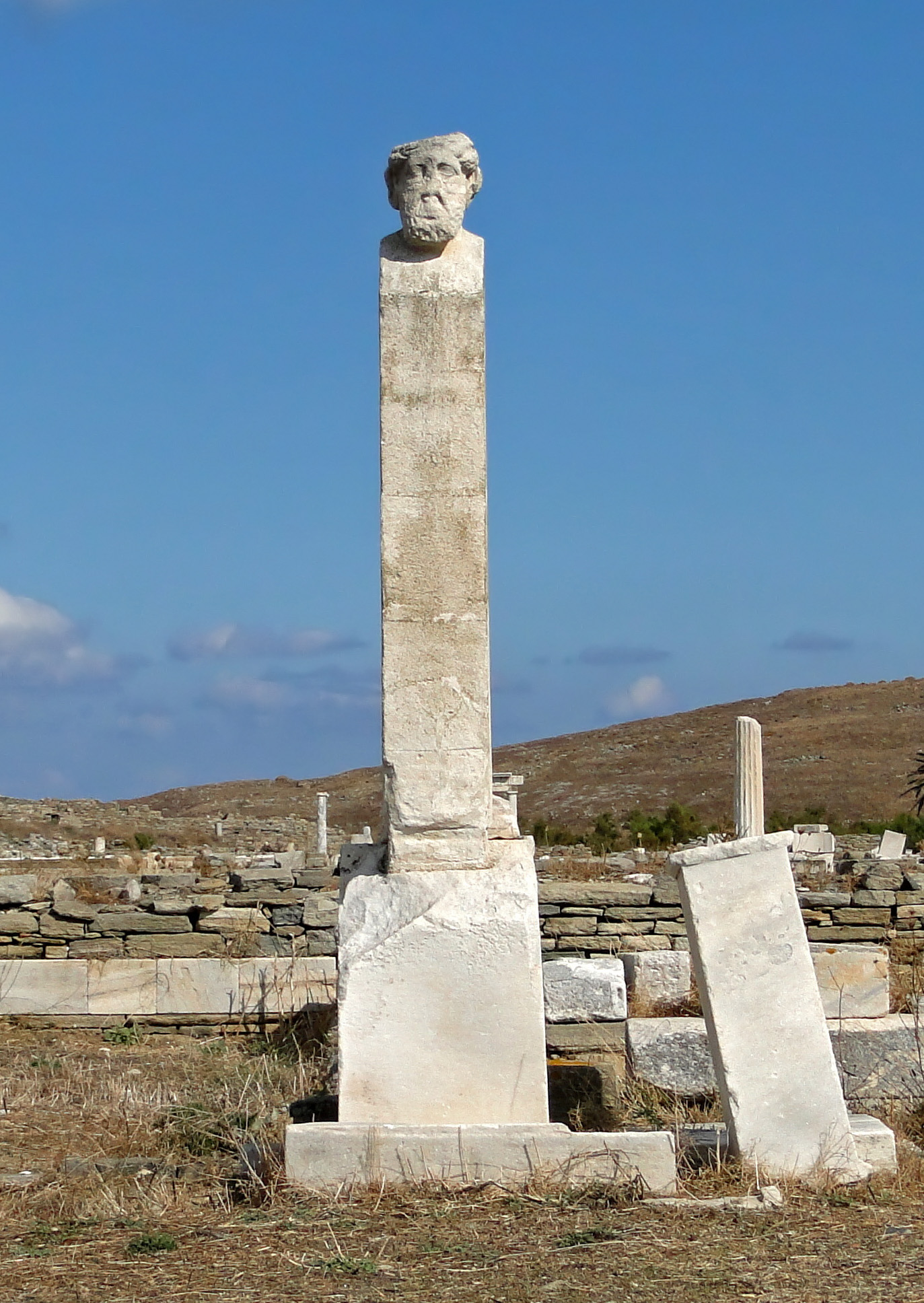
荷米斯半身像
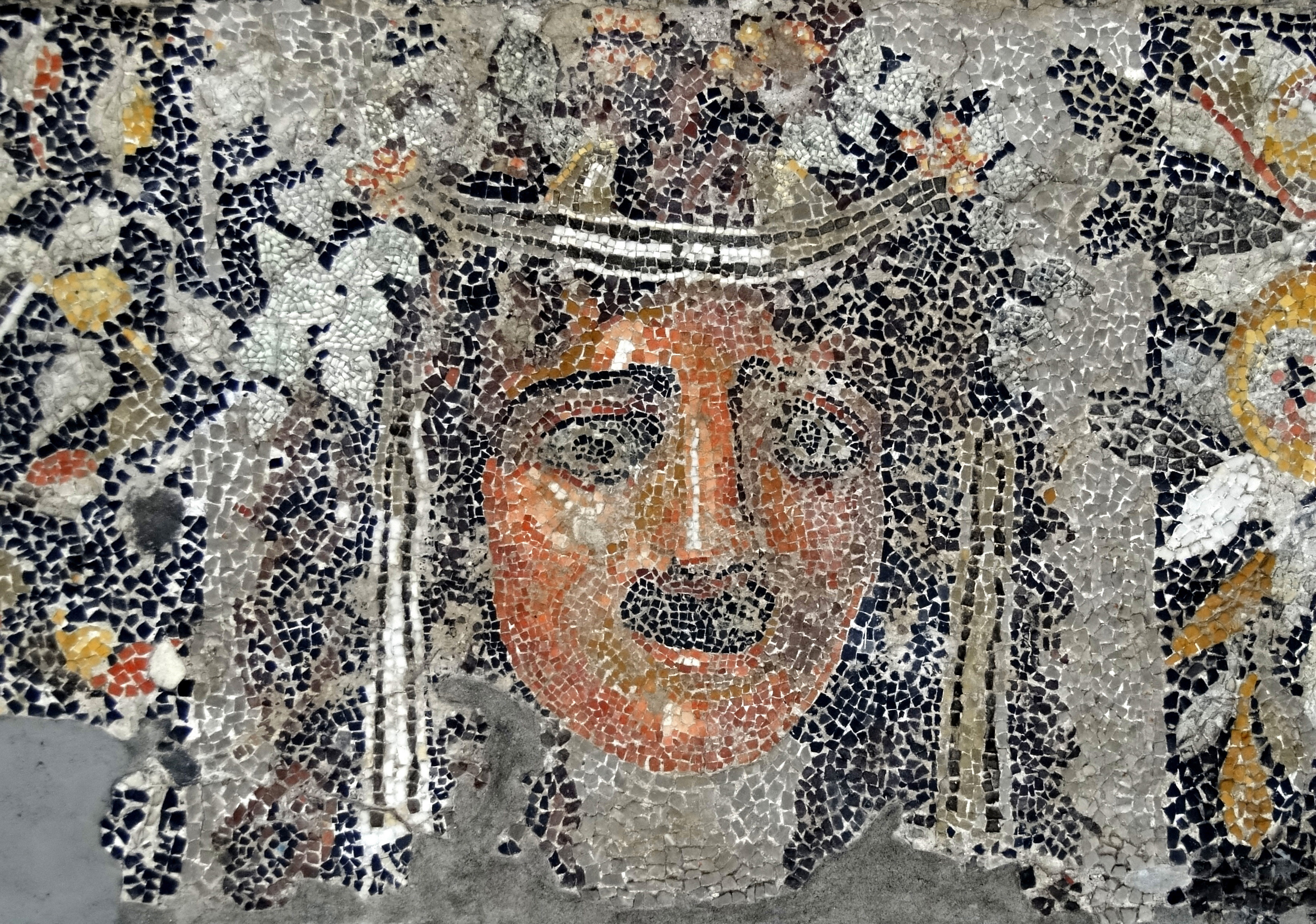
馬賽克地板
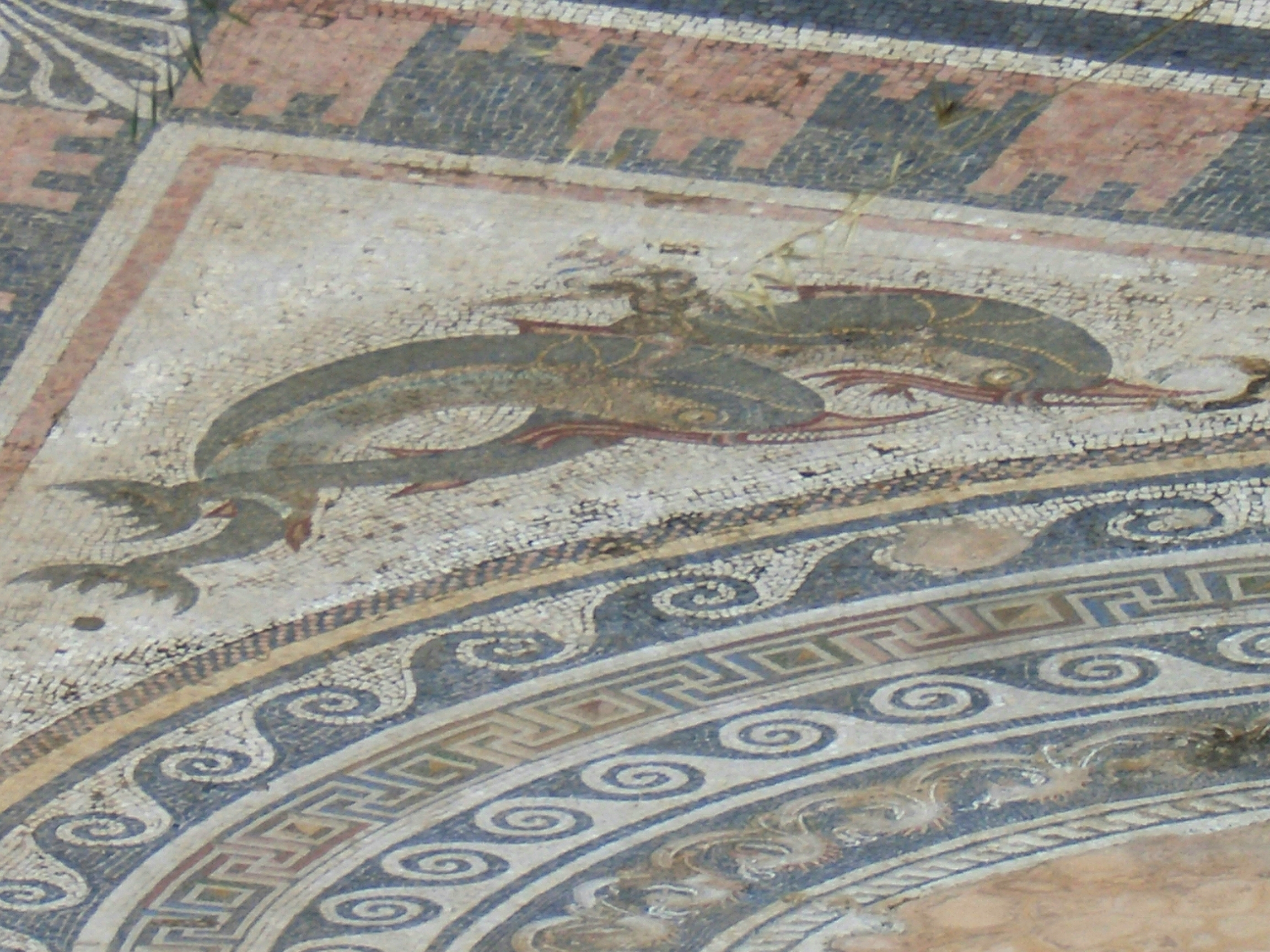
[[Mosaics of Delos|海豚館的馬賽克地板
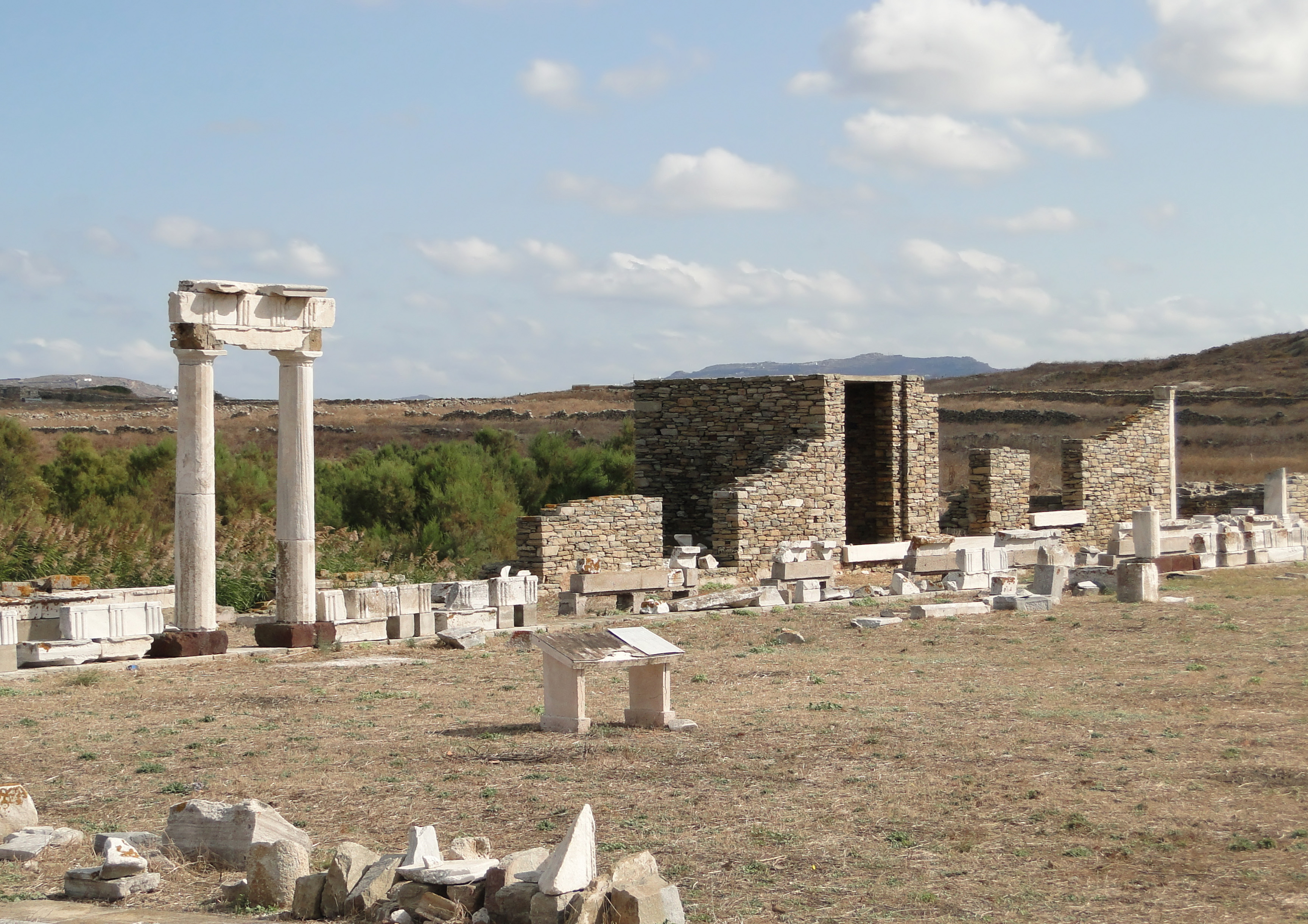
意大利人的集市
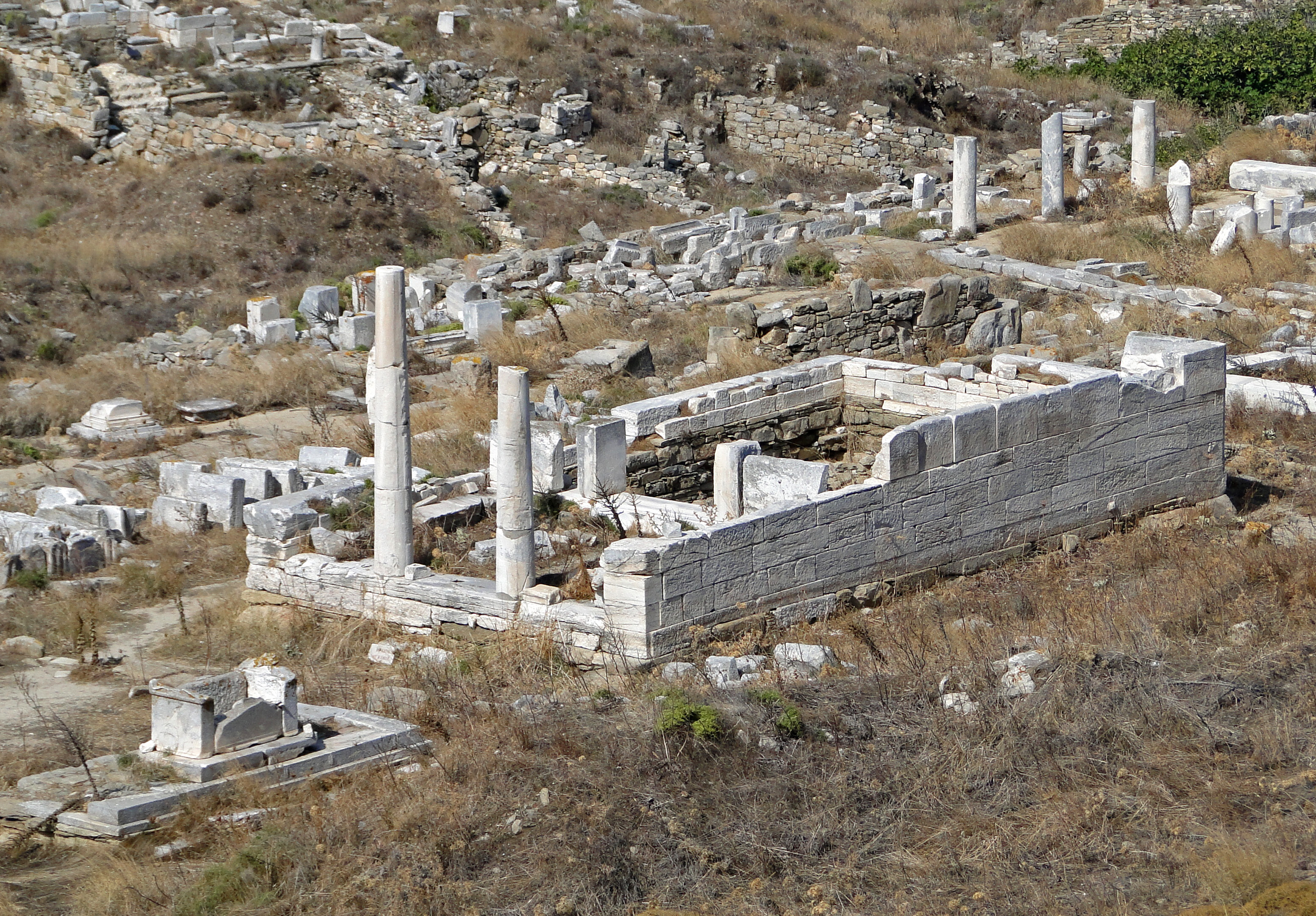
赫拉神廟
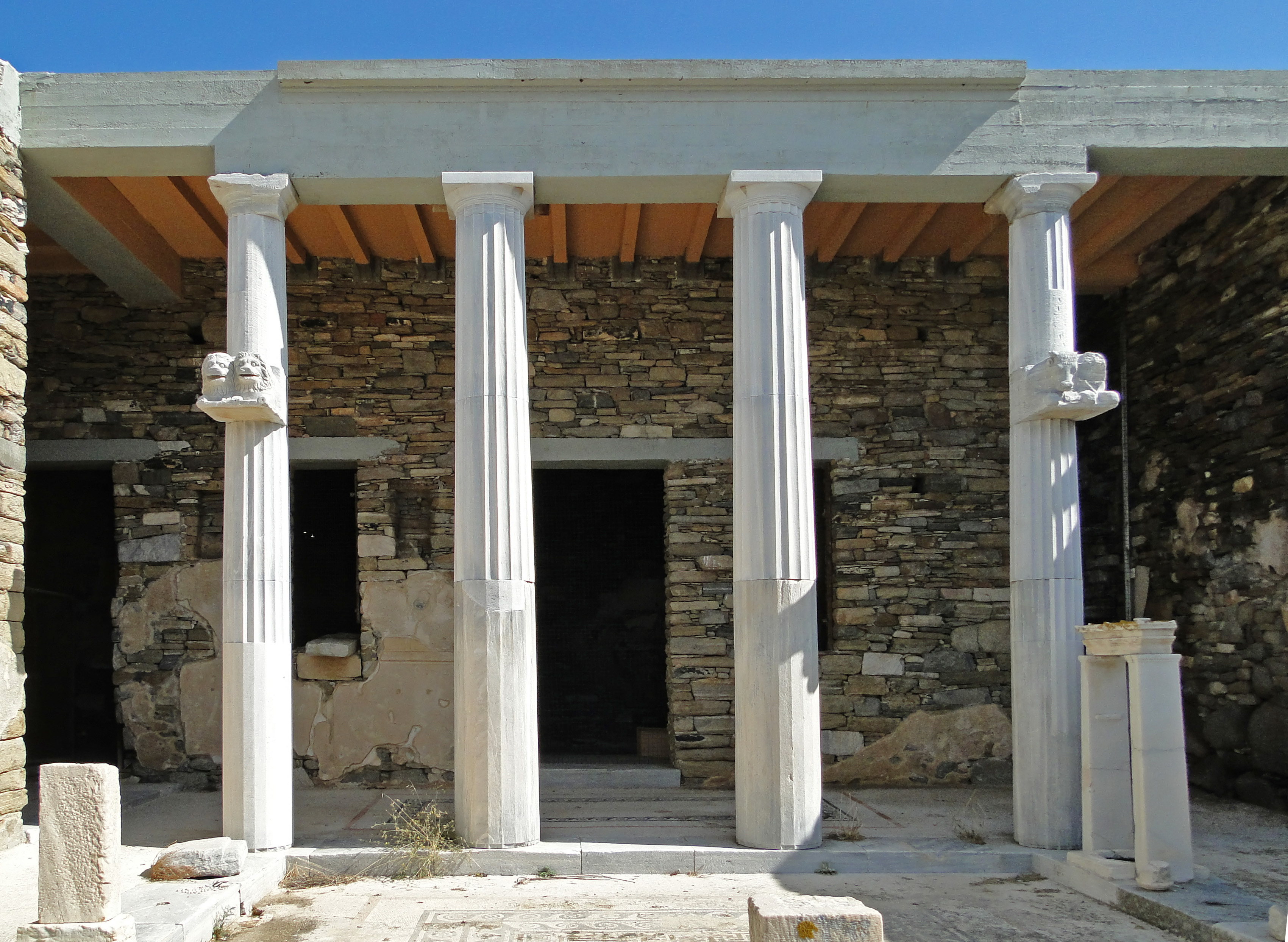
三叉戟之家
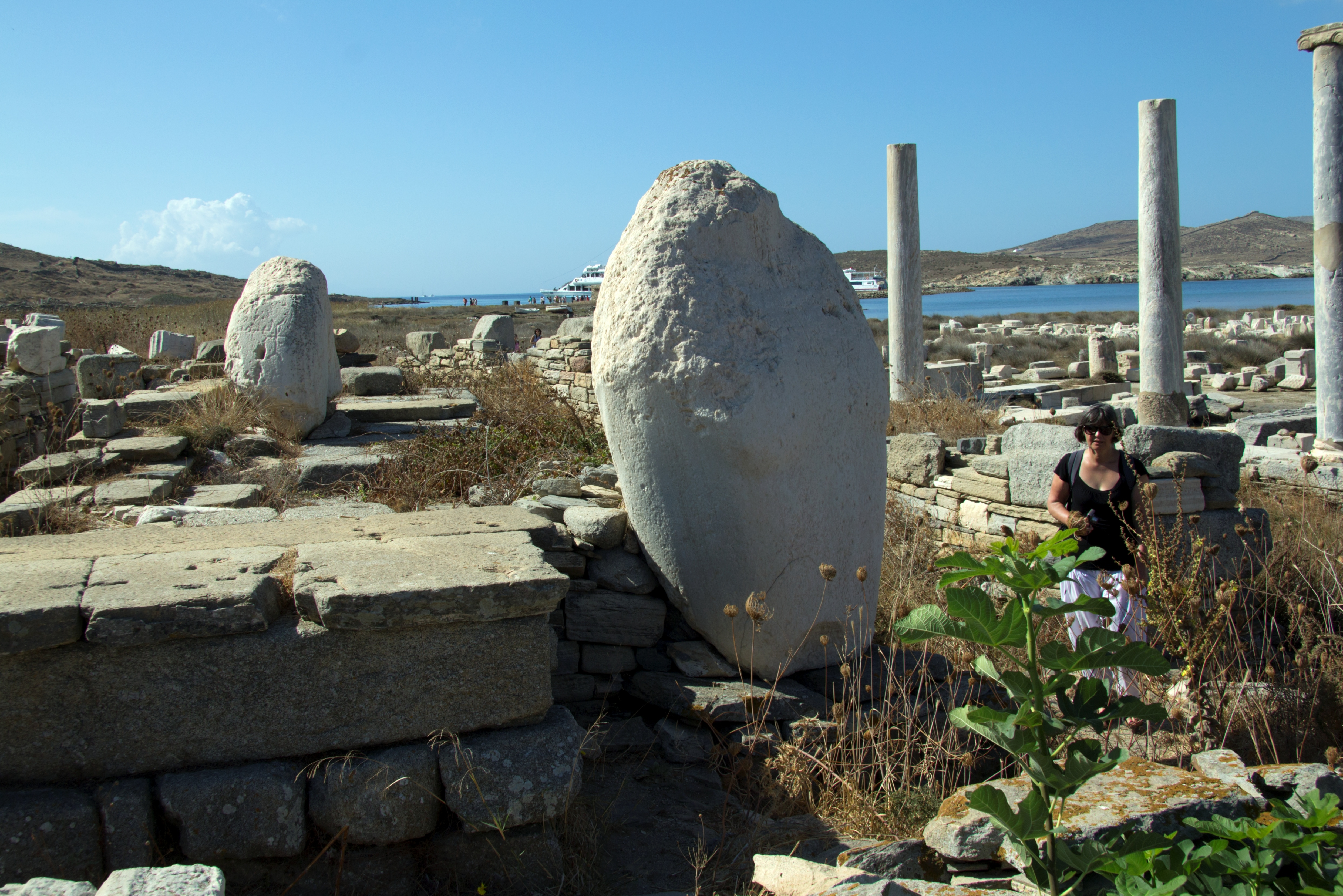
來自奈克索斯島的青年雕像

## 另見
- 提洛同盟
- 倍立方
- 法国雅典学院